# سونيك بوم: فاير أند آيس
سونيك فاير أند آيس (بالإنجليزية: Sonic Boom: Fire & Ice)‏، هي لعبة فيديو أمريكية، وهي من تطوير سانزارو غيمز، ومن نشر شركة سيغا اليابانية، صدرت في الأسواق بتاريخ 27 سبتمبر 2016، وتعمل على منصة نينتندو 3دي إس الحصرية.